# Jauchegruben-Fall
Der Jauchengruben-Fall ist ein zu Lehrzwecken im rechtswissenschaftlichen Studium häufig besprochenes Urteil des Bundesgerichtshofs vom 26. April 1960. Es geht dabei um Probleme des Vorsatzes und speziell um das Koinzidenzprinzip und den Kausalverlauf.

## Sachverhalt
Der Angeklagte stopfte einer Frau B. Sand in den Mund, um sie am Schreien zu hindern. Er nahm dabei deren Erstickungstod billigend in Kauf. Das Opfer wurde dadurch lediglich bewusstlos. Da der Angeklagte dachte, B. wäre bereits erstickt, warf er ihren vermeintlichen Leichnam in eine Jauchegrube, worin sie dann ertrank. Bei dieser zweiten Handlung hatte der Angeklagte keinen Tötungsvorsatz mehr.

## Probleme des Falls
Problematisch ist der Fall, da nicht klar ist, ob sich der Vorsatz, welcher auf das Ersticken durch den Sand gerichtet war, auch auf das Ertrinken in der Jauchegrube gerichtet war, bzw. ob gemäß dem Koinzidenzprinzip aus § 16 Abs. 1 StGB der Vorsatz zum Zeitpunkt der Tat vorliegen muss.

## Urteil des Bundesgerichtshofs
Der BGH lehnt einen Dolus generalis grundsätzlich ab, also einen Vorsatz, der sich auf mehrere Handlungen bezieht. Vielmehr braucht es für jede Handlung einen eigenen Vorsatz. Stattdessen bejaht der BGH die Strafbarkeit nach einem vollendeten Delikt, indem er das Vollstopfen des Mundes mit Sand als die Tathandlung annimmt, welche sich dann durch Ertrinken in der Jauchegrube verwirklicht. Auf diese Handlung richtet sich auch der Tötungsvorsatz des Angeklagten. Schwierigkeiten zeigen sich bei der Kausalität bzw. bei der objektiven Zurechnung. Das Stopfen des Sands in den Mund ist kausal für den Tod von B., da der Angeklagte das Opfer nicht in die Jauchegrube geworfen hätte, wenn dieses nicht aufgrund des Sandes bewusstlos geworden wäre. In dem Urteil heißt es, dass der Tod zwar nicht so eingetreten ist, wie sich der Angeklagte das vorgestellt hatte, die Abweichung allerdings nur gering war und somit rechtlich ohne Bedeutung. Die geringe Abweichung wird damit begründet, dass nach einer solchen Handlung davon ausgegangen werden muss, dass das Opfer zwar noch am Leben ist, jedoch durch das Versenken in der Jauchegrube verstirbt. Es handelt sich nach BGH demnach um einen typischen Kausalverlauf.